# ヘルマン・ティミッヒ
ヘルマン・ティミッヒ（Hermann Thimig、1890年10月3日 - 1982年7月7日）はオーストリアの俳優である。父のヒューゴ・ティミッヒも俳優。

## 出演作品
- 山猫リュシュカ
- カラマゾフの兄弟（アレクセイ）
- 花嫁人形